# 坎帕拉公約
坎帕拉公約是在整個非洲保護和救助國內流離失所者的首個國際條約。它規定各締約國有義務保護和救助因自然災害和武裝衝突等人為災難而流離失所的人。該公約於2012年12月6日，即第15個非洲國家斯威士蘭向非洲聯盟交存其批准文件的30天後，正式生效。
難民高專古特雷斯對這一“歷史性突破”表示讚賞，稱這使非洲在製定法律框架保護和幫助境內流離失所者方面走在了世界的前列。
55个非洲联盟成员国中有28个国家批准了该公约；40个国家签署了该公约。